# Chelipoda recurva
Chelipoda recurva är en tvåvingeart som beskrevs av Collin 1928. Chelipoda recurva ingår i släktet Chelipoda och familjen dansflugor. Inga underarter finns listade i Catalogue of Life.